# Kate Hildén
Kate Lucy Julia Hildén, född 26 oktober 1880 i Viborg, död 19 mars 1975 i Helsingfors, var en finländsk författare och översättare.
Hildén, som var dotter till konsuln Eugen Wolff och Adéle Ekström, ingick 1915 äktenskap med docent Henrik Hildén. Efter makens frånfälle 1932 ägnade hon sig åt författarskap.